# Concours Eurovision de la chanson 1984
- Pays participants
- Pays ayant participé dans le passé

Munich 1983 Göteborg 1985
Le Concours Eurovision de la chanson 1984 fut la vingt-neuvième édition du concours. Il se déroula le samedi 5 mai 1984, à Luxembourg, au Grand-Duché de Luxembourg. Il fut remporté par la Suède, avec la chanson Diggi-Loo Diggi-Ley, interprétée par Herreys. L'Irlande termina deuxième et l'Espagne, troisième.

## Organisation
Le Luxembourg, qui avait remporté l'édition 1983, se chargea de l’organisation de l’édition 1984.
Ce fut la quatrième et la dernière fois que la télévision luxembourgeoise organisa le concours.  RTL rencontra des difficultés afin de trouver un endroit suffisamment vaste et finit par se décider pour le Grand Théâtre où s’était déjà tenu le concours en 1973.  La salle ne pouvant accueillir qu’un nombre restreint de spectateurs, les places ne furent disponibles que sur invitation.  Ainsi, seuls les invités spéciaux, les représentants de la presse et les délégations étrangères purent prendre place dans le public.

## Pays participants
Dix-neuf pays participèrent au vingt-neuvième concours. 
L’Irlande fit son retour et la Grèce se retira de la compétition. Israël avait décidé initialement d'y participer mais dût se retirer, lorsque la date du concours fut fixée le 5 mai, jour de Yom Hazikaron, commémoration nationale annuelle des victimes de guerre israéliennes.

## Format
Le concours eut donc lieu au Grand Théâtre, à Luxembourg.
Pour la quatrième fois, après 1970, 1976 et 1980, les décors furent conçus par Roland de Groot. 
L'orchestre prit place dans une fosse, au pied de la scène.  Le tableau des votes était situé à gauche.  Le pupitre du superviseur fut placé à droite, sous un écran géant.  La scène comportait trois podiums de quatre marches.  Deux podiums se dressaient de part et d'autre à l'avant et le troisième se dressait au fond et au milieu, délimitant ainsi un espace triangulaire.  Les deux podiums avant étaient surmontés d'une arcade comportant deux piliers fixes et quatre piliers mobiles de forme rectangulaire.  Le décor était constitué de formes géométriques mobiles : neuf trapèzes (dont trois de couleur rouge), trois carrés (dont un de couleur rouge) et un cercle.  Tous ces éléments étaient éclairés de l'intérieur. En outre, quatre caches transparents aux motifs de grille, eux aussi mobiles, permettaient de créer une ligne de fuite dans l'arrière-fond et de le doter ainsi d'une profondeur en trompe-l'œil. 
Le programme dura près de deux heures et treize minutes.  Il s'agit du plus court depuis l'édition 1974.
Pour la toute première fois, la production eut recours à des animations générées par ordinateur, notamment pour l'ouverture et les cartes postales.

## Ouverture
L’ouverture du concours fut une vidéo, montrant des vues touristiques du Luxembourg.  Ces vues étaient ponctuées par un plan sur une montgolfière de couleur rouge, arborant le logo de RTL.  Durant la vidéo, l'orchestre joua les partitions des cinq chansons luxembourgeoises ayant remporté le concours : Nous les amoureux, Poupée de cire, poupée de son, Après toi, Tu te reconnaîtras et Si la vie est cadeau.

## Déroulement
La présentatrice de la soirée fut Désirée Nosbusch. Elle était alors âgée de 19 ans. Elle demeure toujours la plus jeune présentatrice de l'histoire du concours. Elle s’adressa aux téléspectateurs en allemand, en anglais, en français et en luxembourgeois. Mais elle ne répéta et ne traduisit que rarement, préférant passer d'une langue à l'autre, parfois au cours d'une même phrase. Elle ouvrit la soirée sur cette déclaration : « L'Eurovision est une institution européenne qui fonctionne parfaitement depuis maintenant trente ans. »
L'orchestre était dirigé par Pierre Cao, qui avait été le professeur de musique de Désirée Nosbusch.  Elle en profita pour le plaisanter, en lui disant : « C'est moi ce soir qui vous souhaite de bonnes notes ! »
Comme en 1973, des membres de la famille grand-ducale étaient présents dans la salle.  Il s'agissait cette fois du grand-duc héritier Henri et de la grande-duchesse héritière María Teresa.

## Cartes postales
Les cartes postales débutèrent toutes sur une carte de l'Europe. De chaque pays, sortait ensuite la vidéo l'introduisant. Il s'agissait d'un mélange entre des vues touristiques, des animations générées par ordinateur et des sketches interprétés par un groupe de comédiens baptisé « Les Touristes ». Chaque carte mettait en scène un ou plusieurs stéréotypes du pays participant.

## Chansons
Dix-neuf  chansons concoururent pour la victoire. 
Les représentants suédois étaient en réalité trois frères mormons, d'origine américaine : Per, Richard et Louis.  Leur chanson parlait de chaussures dorées qui apportaient la joie et la chance à leur propriétaire.  Afin d'illustrer au mieux ce thème, les trois frères portèrent sur scène des bottines de couleur or.
La chanson irlandaise avait été écrite et composée par Johnny Logan, vainqueur de l'édition 1980.  Interprétée par Linda Martin, elle termina deuxième.  Logan et Martin revinrent tous deux remporter le concours, respectivement en 1987 et 1992.
La représentante néerlandaise, Maribelle, avait déjà tenté de représenter son pays en 1981. Sa chanson, Ik hou van jou, était donnée favorite par les parieurs mais ne termina pourtant que treizième. Elle fut par la suite reprise par de très nombreux artistes, dont Cilla Black, en anglais, et devint le véritable succès commercial de l'édition 1984.
La chanson italienne, I treni di Tozeur, fut l'autre grand succès commercial du concours 1984. Sa prestation fut ponctuée d'un extrait de La Flûte Enchantée de Mozart, interprété par trois choristes.

## Incident
Pour la première fois de l'histoire du concours, une chanson et ses interprètes furent hués par le public.  Il s'agit de la chanson anglaise et du groupe Belle & The Devotions, composé de Kit Rolfe, Laura James et Linda Sofield.  La cause de cet incident demeure encore difficile à déterminer.  Deux hypothèses sont généralement avancées.  Premièrement, une réaction des spectateurs luxembourgeois à des évènements survenus le 16 novembre 1983.  Ce jour-là, à l'issue d'un match de football opposant les équipes anglaises et luxembourgeoises, des hooligans britanniques mirent à sac la ville de Luxembourg causant de vastes dégâts et suscitant l'indignation de l'opinion publique luxembourgeoise.  Deuxièmement, une réaction des spectateurs à un trucage supposé de la prestation.  Il semblerait que seule Rolfe ait réellement chanté.  Les micros de James et Sofield seraient demeurés coupés et leur chœur, interprété par trois choristes, dissimulées derrière les piliers du décor.

## Chefs d'orchestre
| Curt-Eric Holmquist  | Pascal Stive | François Rauber | Eddy Guerin      | Sigurd Jansen       | John Coleman  |
| -------------------- | ------------ | --------------- | ---------------- | ------------------- | ------------- |
| - Suède              | - Luxembourg | - France        | - Espagne        | - Norvège           | - Royaume-Uni |
| Pierre Cao           | Jo Carlier   | Noel Kelehan    | Henrik Krogsgård | Rogier van Otterloo | Mato Došen    |
| - Allemagne - Chypre | - Belgique   | - Irlande       | - Danemark       | - Pays-Bas          | - Yougoslavie |
| Richard Österreicher | Selçuk Başar | Ossi Runne      | Mario Robbiani   | Giusto Pio          | Pedro Osório  |
| - Autriche           | - Turquie    | - Finlande      | - Suisse         | - Italie            | - Portugal    |

## Entracte
Le spectacle d'entracte fut fourni par le Théâtre Crayonné de Prague.  Il consista en un numéro de mime d'un acteur tentant de maîtriser un cheval fait de corde.  Le cheval se transforma pour prendre la forme d'un dromadaire et d'un chien.  Lorsque la lumière revint sur scène, il apparut que le cheval était en réalité incarné par six autres comédiens entièrement revêtus de noir, qui s'étaient fondus dans le décor.

## Coulisses
Durant le vote, la caméra fit de nombreux plans sur les artistes à l’écoute des résultats.  Apparurent notamment le groupe Bravo, Linda Martin, Hot Eyes et les frères Herreys. 

## Vote
Le vote fut décidé entièrement par un panel de jurys nationaux. Les différents jurys furent contactés par téléphone, selon l'ordre de passage des pays participants. Chaque jury devait attribuer dans l'ordre 1, 2, 3, 4, 5, 6, 7, 8, 10 et 12 points à ses dix chansons préférées. Les points furent énoncés dans l’ordre ascendant, de un à douze. 
Le superviseur délégué sur place par l'UER fut Frank Naef. Il fut présenté par Désirée Nosbusch comme ayant tout pouvoir. Elle ajouta même : « He can do almost everything with me. Frank, please, don't ! » (« Il peut presque tout faire avec moi. Frank, s'il te plait, non! »). Elle l'apostropha ensuite en français, en le tutoyant : « Frank, ça y est ? On y va ? Ou tu crois que tu dois déjà me stopper pour la première fois ? » Frank Naef lui répondit alors : « Chère Désirée, en réponse à tes aimables paroles, je t'offre le premier circuit, celui de Suède. »
Le vote connut une certaine indécision dans sa première partie, l'Espagne, l'Irlande et le Danemark menant successivement en tête. Mais après le vote du jury danois, la Suède prit la première place et la conserva jusqu'à la fin. Elle fut rattrapée par l'Irlande tout à la fin, poussant Désirée Nosbusch à s'exclamer : « Il commence à faire chaud, ici dedans ! » Ce fut finalement le dernier jury, le jury portugais, qui dénoua le suspense en attribuant deux points à l'Irlande et quatre à la Suède.
Dans la première partie de la procédure, le tableau d'affichage présenta à l'écran un fond de couleur noir.  Mais après le vote belge, le fond prit une couleur bleue.

## Résultats
Ce fut la deuxième victoire de la Suède au concours. Ce fut également la première victoire du pays dans sa langue nationale et la première victoire au concours d'une chanson en suédois.
Les frères Herreys reçurent la médaille du grand prix des mains de Corinne Hermès, gagnante de l'année précédente. Désirée Nosbusch conclut alors, sur ces mots : « I have to tell you, I've had so much fun, I hope I'll see you again, next Saturday at the same time! Goodnight! » (« Je dois vous dire, je me suis tellement bien amusée, j'espère que je vous reverrai samedi prochain à la même heure ! Bonne soirée ! »). Les Herreys reprirent alors leur chanson, en suédois et en anglais.
| Ordre | Pays           | Artiste(s)                 | Chanson                            | Langue       | Place | Points |
| ----- | -------------- | -------------------------- | ---------------------------------- | ------------ | ----- | ------ |
| 01    | Suède          | Herreys                    | Diggi-Loo Diggi-Ley                | Suédois      | 1     | 145    |
| 02    | Luxembourg H T | Sophie Carle               | 100 % d'amour                      | Français     | 10    | 39     |
| 03    | France         | Annick Thoumazeau          | Autant d'amoureux que d'étoiles    | Français     | 8     | 61     |
| 04    | Espagne        | Bravo                      | Lady, Lady                         | Espagnol     | 3     | 106    |
| 05    | Norvège        | Dollie De Luxe             | Lenge leve livet                   | Norvégien    | 17    | 29     |
| 06    | Royaume-Uni    | Belle & The Devotions      | Love Games                         | Anglais      | 7     | 63     |
| 07    | Chypre         | Andy Paul                  | Ánna Maria Léna (Άννα Mαρία Λένα)  | Grec         | 15    | 31     |
| 08    | Belgique       | Jacques Zegers             | Avanti la vie                      | Français     | 5     | 70     |
| 09    | Irlande        | Linda Martin               | Terminal 3                         | Anglais      | 2     | 137    |
| 10    | Danemark       | Hot Eyes                   | Det' lige det                      | Danois       | 4     | 101    |
| 11    | Pays-Bas       | Maribelle                  | Ik hou van jou                     | Néerlandais  | 13    | 34     |
| 12    | Yougoslavie    | Vlado & Isolda             | Ciao, amore                        | Serbo-croate | 18    | 26     |
| 13    | Autriche       | Anita                      | Einfach weg                        | Allemand     | 19    | 5      |
| 14    | Allemagne      | Mary Roos                  | Aufrecht geh'n                     | Allemand     | 13    | 34     |
| 15    | Turquie        | Beş Yıl Önce, On Yıl Sonra | Halay                              | Turc         | 12    | 37     |
| 16    | Finlande       | Kirka                      | Hengaillaan                        | Finnois      | 9     | 46     |
| 17    | Suisse         | Rainy Day                  | Welche Farbe hat der Sonnenschein? | Allemand     | 16    | 30     |
| 18    | Italie         | Alice & Franco Battiato    | I treni di Tozeur                  | Italien      | 5     | 70     |
| 19    | Portugal       | Maria Guinot               | Silêncio e tanta gente             | Portugais    | 11    | 38     |

## Anciens participants
| Artiste          | Pays        | Année(s) précédente(s)           |
| ---------------- | ----------- | -------------------------------- |
| Isolda Barudžija | Yougoslavie | 1982 (comme membre de Aska (en)) |
| Mary Roos        | Allemagne   | 1972                             |

## Tableau des votes
| Drapeau de la Suède                               | Drapeau du Luxembourg | Drapeau de la France | Drapeau de l'Espagne | Drapeau de la Norvège | Drapeau du Royaume-Uni | Drapeau de Chypre | Drapeau de la Belgique | Drapeau de l'Irlande | Drapeau du Danemark | Drapeau des Pays-Bas | Drapeau de la République fédérative socialiste de Yougoslavie | Drapeau de l'Autriche | Drapeau de l'Allemagne | Drapeau de la Turquie | Drapeau de la Finlande | Drapeau de la Suisse | Drapeau de l'Italie | Drapeau du Portugal | Total |     |
| Pays                                              |                       |                      |                      |                       |                        |                   |                        |                      |                     |                      |                                                               |                       |                        |                       |                        |                      |                     |                     |       |     |
| Suède                                             |                       | 6                    | 6                    | 4                     | 10                     | 7                 | 12                     | 7                    | 12                  | 12                   | 10                                                            | 4                     | 12                     | 12                    | 3                      | 8                    | 10                  | 6                   | 4     | 145 |
| Luxembourg                                        | –                     |                      | –                    | 7                     | –                      | –                 | 7                      | –                    | 5                   | 5                    | –                                                             | 8                     | –                      | –                     | 4                      | –                    | –                   | 3                   | –     | 39  |
| France                                            | 2                     | –                    |                      | –                     | 2                      | 6                 | 3                      | 10                   | –                   | –                    | 12                                                            | –                     | 8                      | –                     | –                      | –                    | 4                   | 7                   | 7     | 61  |
| Espagne                                           | 10                    | 8                    | 10                   |                       | 6                      | 4                 | 6                      | 3                    | 7                   | 7                    | 2                                                             | 2                     | 6                      | –                     | 12                     | –                    | 3                   | 8                   | 12    | 106 |
| Norvège                                           | 8                     | 7                    | –                    | –                     |                        | –                 | –                      | 1                    | 3                   | –                    | –                                                             | –                     | –                      | 2                     | –                      | 6                    | 2                   | –                   | –     | 29  |
| Royaume-Uni                                       | 3                     | 1                    | –                    | 3                     | 8                      |                   | 2                      | 2                    | 8                   | 1                    | 4                                                             | 1                     | 2                      | 7                     | 1                      | 4                    | –                   | 10                  | 6     | 63  |
| Chypre                                            | 4                     | –                    | 1                    | –                     | –                      | –                 |                        | –                    | 4                   | 10                   | –                                                             | 12                    | –                      | –                     | –                      | –                    | –                   | –                   | –     | 31  |
| Belgique                                          | –                     | 12                   | 12                   | 2                     | 3                      | –                 | –                      |                      | –                   | –                    | 8                                                             | –                     | 3                      | 4                     | 5                      | 10                   | –                   | 1                   | 10    | 70  |
| Irlande                                           | 12                    | 5                    | 3                    | 10                    | 4                      | 8                 | 10                     | 12                   |                     | 3                    | 7                                                             | –                     | 10                     | 10                    | 10                     | 7                    | 12                  | 12                  | 2     | 137 |
| Danemark                                          | 5                     | 3                    | 8                    | 6                     | 12                     | 12                | 5                      | 8                    | 10                  |                      | 3                                                             | 6                     | 4                      | 5                     | 2                      | 5                    | 1                   | 5                   | 1     | 101 |
| Pays-Bas                                          | –                     | 2                    | 7                    | 8                     | –                      | 1                 | –                      | –                    | 6                   | –                    |                                                               | 5                     | –                      | –                     | –                      | –                    | 5                   | –                   | –     | 34  |
| Yougoslavie                                       | –                     | –                    | 2                    | –                     | –                      | 3                 | 8                      | –                    | –                   | –                    | –                                                             |                       | –                      | 3                     | 8                      | 2                    | –                   | –                   | –     | 26  |
| Autriche                                          | –                     | –                    | –                    | –                     | –                      | –                 | –                      | –                    | 1                   | 4                    | –                                                             | –                     |                        | –                     | –                      | –                    | –                   | –                   | –     | 5   |
| Allemagne                                         | –                     | –                    | 4                    | –                     | 7                      | 2                 | –                      | 6                    | –                   | 2                    | 5                                                             | –                     | 1                      |                       | –                      | –                    | –                   | 2                   | 5     | 34  |
| Turquie                                           | 6                     | –                    | –                    | –                     | –                      | 5                 | –                      | 4                    | 2                   | –                    | 1                                                             | 10                    | –                      | –                     |                        | 3                    | 6                   | –                   | –     | 37  |
| Finlande                                          | 7                     | –                    | 5                    | 1                     | 5                      | –                 | 4                      | –                    | –                   | 6                    | –                                                             | 3                     | 5                      | 1                     | 6                      |                      | –                   | –                   | 3     | 46  |
| Suisse                                            | 1                     | –                    | –                    | –                     | –                      | 10                | 1                      | 5                    | –                   | 8                    | –                                                             | –                     | –                      | –                     | –                      | 1                    |                     | 4                   | –     | 30  |
| Italie                                            | –                     | 10                   | –                    | 12                    | 1                      | –                 | –                      | –                    | –                   | –                    | –                                                             | –                     | 7                      | 6                     | 7                      | 12                   | 7                   |                     | 8     | 70  |
| Portugal                                          | –                     | 4                    | –                    | 5                     | –                      | –                 | –                      | –                    | –                   | –                    | 6                                                             | 7                     | –                      | 8                     | –                      | –                    | 8                   | –                   |       | 38  |
| Le tableau suit l'ordre de passage des candidats. |                       |                      |                      |                       |                        |                   |                        |                      |                     |                      |                                                               |                       |                        |                       |                        |                      |                     |                     |       |     |

## Télédiffuseurs
| Pays        | Télédiffuseur(s)        | Commentateur(s)                | Porte-parole                   |
| ----------- | ----------------------- | ------------------------------ | ------------------------------ |
| Allemagne   | ARD Deutsches Fernsehen | Ado Schlier                    | Kerstin Schweighöfer           |
| Allemagne   | Deutschlandfunk         | Roger Horné                    | Kerstin Schweighöfer           |
| Autriche    | FS2                     | Ernst Grissemann               | Tilia Herold                   |
| Belgique    | RTBF1                   | Jacques Mercier                | Jacques Olivier                |
| Belgique    | BRT TV1                 | Luc Appermont                  | Jacques Olivier                |
| Chypre      | RIK                     | Pavlos Pavlou                  | Anna Partelidou                |
| Danemark    | DR TV                   | Jørgen de Mylius               | Bent Henius                    |
| Espagne     | TVE2                    | José-Miguel Ullán              | Matilde Jarrín                 |
| Finlande    | YLE TV1                 | Heikki Seppälä                 | Solveig Herlin                 |
| France      | Antenne 2               | Léon Zitrone                   | Gillette Aho                   |
| Irlande     | RTÉ1                    | Gay Byrne                      | John Skehan                    |
| Irlande     | RTÉ Radio 1             | Jimmy Greeley                  | John Skehan                    |
| Italie      | Rai Due                 | Antonio De Robertis            | Mariolina Cannuli              |
| Italie      | Rai Radio 1             | Antonio De Robertis            | Mariolina Cannuli              |
| Luxembourg  | RTL Télévision          | Valérie Sarn & Jacques Navadic | Jacques Harvey                 |
| Luxembourg  | RTL Plus                | Matthias Krings & Karlchen     | Jacques Harvey                 |
| Norvège     | NRK                     | Roald Øyen                     | Egil Teige                     |
| Pays-Bas    | Nederland 1             | Ivo Niehe                      | Flip van der Schalie           |
| Portugal    | RTP1                    | Fialho Gouveia                 | Eládio Clímaco                 |
| Royaume-Uni | BBC1                    | Terry Wogan                    | Colin Berry                    |
| Suède       | SVT TV1                 | Fredrik Belfrage               | Agneta Bolme-Börjefors         |
| Suisse      | TSR                     | Serge Moisson                  | Michel Stocker                 |
| Suisse      | TV DSR                  | Bernard Thurnheer              | Michel Stocker                 |
| Suisse      | TSI                     | Ezio Guidi                     | Michel Stocker                 |
| Turquie     | TRT                     | Başak Doğru                    | Fatih Orbay                    |
| Yougoslavie | TVB 2                   | Mladen Popović                 | Snežana Lipkovska-Hadžinaumova |
| Yougoslavie | TVZ 2                   | Oliver Mlakar                  | Snežana Lipkovska-Hadžinaumova |
| Yougoslavie | TVL 2                   | Tomaž Terček                   | Snežana Lipkovska-Hadžinaumova |

Le concours fut diffusé en direct dans 30 pays.